# Pseudopanolis heterogyna
Pseudopanolis heterogyna là một loài bướm đêm trong họ Noctuidae.